# Южне (Абайський район)
Ю́жне (каз. Южное) — село у складі Абайського району Карагандинської області Казахстану. Входить до складу Коксунського сільського округу.
Населення — 562 особи (2021; 607 у 2009, 621 у 1999, 561 у 1989).
Національний склад станом на 1989 рік:
- росіяни — 64 %.